# Yellville
Yellville – miasto w Stanach Zjednoczonych, w stanie Arkansas, siedziba administracyjna hrabstwa Marion.